# Borut (Name)
Borut ist ein männlicher Vorname. Er ist in Slowenien gebräuchlich.

## Herkunft und Bedeutung
Erster bekannter Namensträger war Borouth, Fürst der slawischen Karantanen im 8. Jahrhundert. 
Die Herkunft des Namens ist unsicher.
Möglich ist eine ursprüngliche persische Form Behrouz.
Möglich ist auch eine Ableitung vom turksprachigen Boris.
Heute wird der Name meist aus dem slawischen als „der Kämpfer“ interpretiert.
Mit Boruta gibt es eine weibliche Entsprechung.
Die Ortsnamen von Baruth/Mark und Baruth bei Bautzen gehen wahrscheinlich auf eine Person Baruth/Boruth zurück.

## Namensträger
- Borouth (8. Jh.; auch Boruth, slow. Borut), erster namentlich erwähnter karantanischer Fürst
- Borut Božič (* 1980), slowenischer Radrennfahrer
- Borut Kralj (* 1980), slowenischer Naturbahnrodler
- Borut Mačkovšek (* 1992), slowenischer Handballspieler
- Borut Mavrič (* 1970), slowenischer Fußballspieler
- Borut Pahor (* 1963), slowenischer Politiker
- Borut Semler (* 1985), slowenischer Fußballspieler